# Lagunilla Llancanelo
La laguna Llancanelo est une immense étendue d'eau salée qui se trouve dans le département de Malargüe, à l'extrême sud de la province de Mendoza, en Argentine, au sein de la dépression dite de los Huarpes, dans un environnement semi-désertique. Le nom de Llancanelo signifie en Mapudungun « Perle couleur vert-azur ».

## Description - situation
Il s'agit du centre d'un petit bassin endoréique. Elle est le produit de deux rivières issues des Andes, les río El Chacay et le río Malargüe. Celles-ci, après avoir fourni l'eau à la ville de Malargüe, finissent leur cours dans la lagune.
Son étendue maximale est de 65 000 hectares ou 650 km2, avec un périmètre de 120 km de rivages. Le lac forme un contraste éblouissant avec le désert qui l'entoure; il est parsemé d'îles et d'îlots. Sa belle eau bleue se détache sur le brun-ocre caractéristique des régions arides, et le tout avec l'immensité de la Cordillère des Andes en guise de toile de fond. À l'est de cette lagune se dresse, à près de 4 000 mètres au-dessus de la plaine, la haute silhouette enneigée du Cerro Nevado (3 833 m) ainsi que celle du Payún qui culmine à 3 838 m d'altitude.

### Accès
La lagune se situe 45 km à l'est la ville de Malargüe, qui possède un aéroport international, l'Aeropuerto Comodoro Ricardo Salomón.
Dans cette ville passe aussi la célèbre route nationale 40 (au km 2945-2949). Elle passe également à Coihueco Norte (au km 2987).
De plus, en janvier 2017 on a inauguré la route nationale 145 qui relie la localité de Bardas Blancas - située sur la route nationale 40 à 60 km au sud de Malargüe - avec la ville chilienne de Talca en passant par le col Paso Pehuenche (2 553 mètres  d'altitude). Cette nouvelle liaison, qui à l'est se prolonge jusqu'au Brésil, doit faciliter encore plus l'accès à la lagune.

## Histoire
Pour conserver cette perle naturelle la province de Mendoza en a fait dès 1980 une réserve naturelle provinciale, dûment surveillée afin d'éviter le braconnage, trop fréquent dans des régions isolées.
En 1995 un grand pas fut franchi à la suite de la proposition de la province d'inclure le site sur la liste des zones humides d'importance internationale. Il est devenu un site Ramsar depuis le 8 novembre 1995.

## Flore
La flore de la réserve présente des variations locales étant donné la variation de salinité des eaux et les différents types de sols.
Parmi les espèces caractéristiques on trouve certaines plantes aquatiques ou hydrophiles comme les algues d'eau douce (Chara fragilis), le (Myriophyllum elatinoides), la plante typique des marais (Eleocharis albiracteata), des roseaux (Scirpus olneyii) ainsi que le (Nasturtium officinale). Ces plantes occupent les zones basses submergées ou très humides.
Dans les régions relativement éloignées du périmètre lacustre ou plus élevées apparaissent des variétés comme le Cortaderia.
Parmi les espèces typiques des steppes arbustives ou des semi-déserts, on trouve la (Suaeda divaricata), les halophiles du genre Distichlis, ainsi que l' Atriplex lampa et le Lycium chilense.

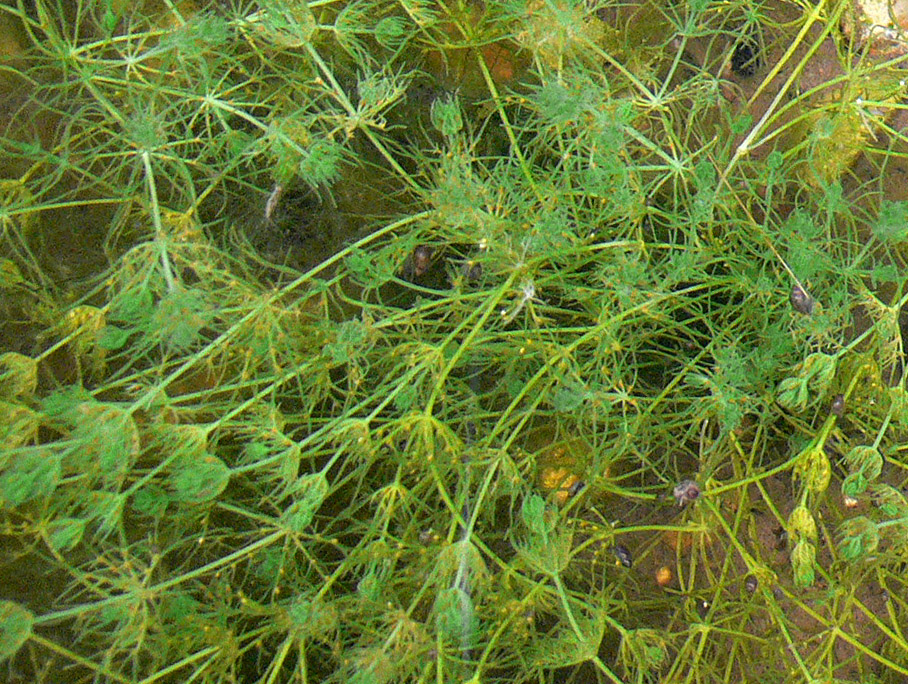
Tapis de Charas
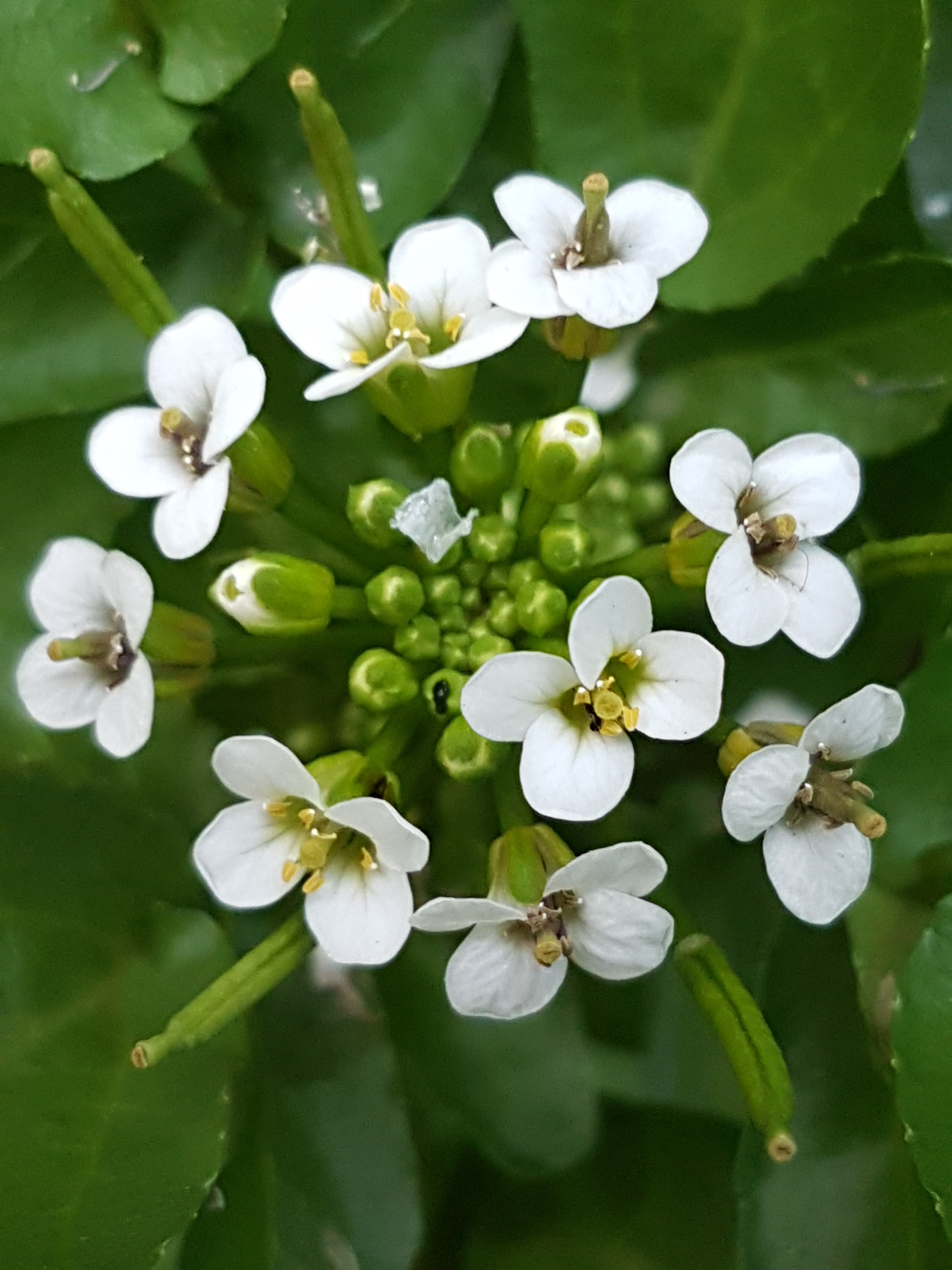
Fleurs de cresson de fontaine ou Nasturtium officinale.
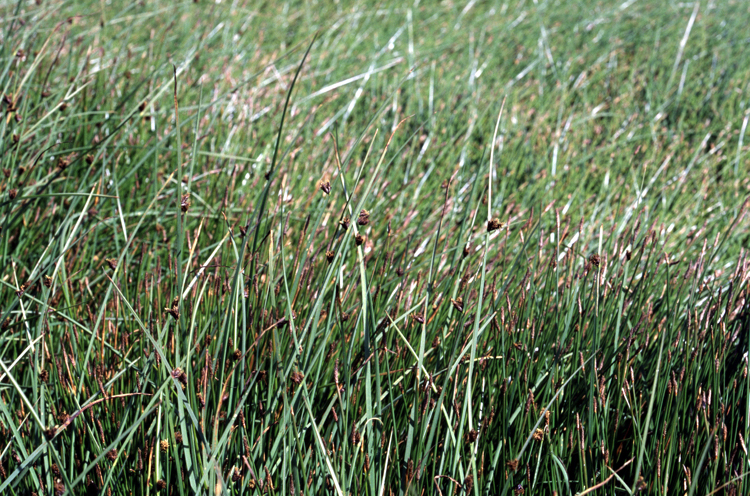
Roseaux de l'espèce Scirpus americanus encore appelé Schoenoplectus americanus ou Scirpus olneyii.

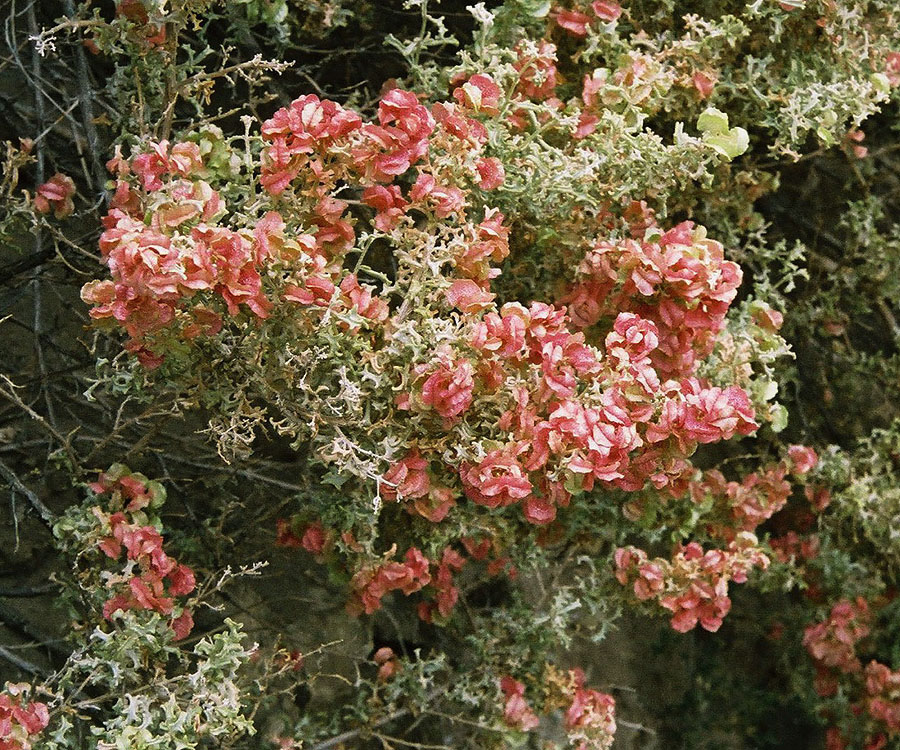
Atriplex lampa
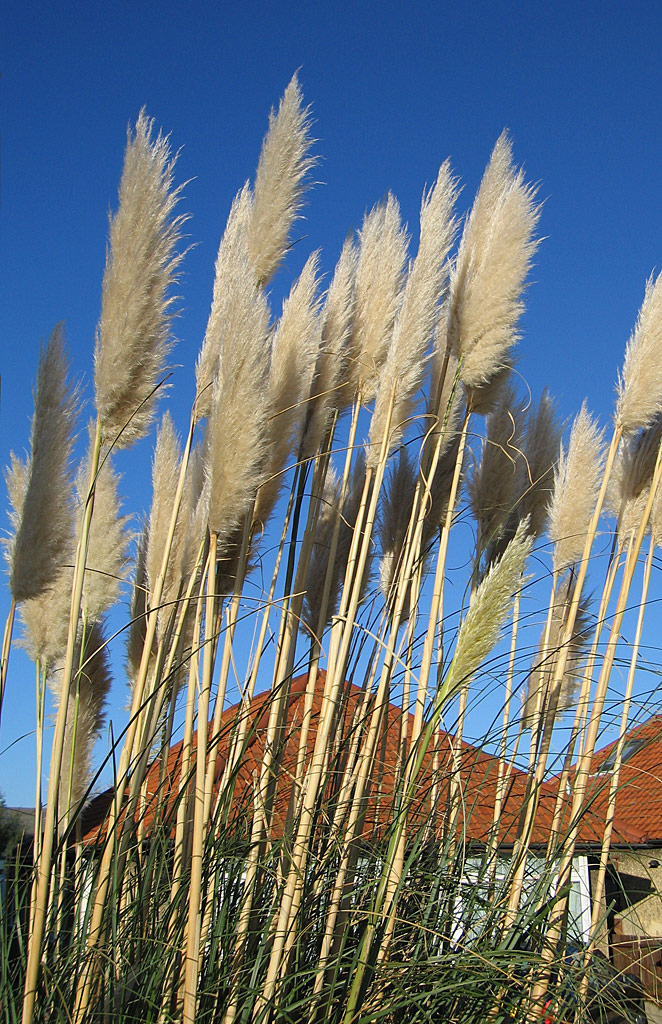
Cortaderia selloana
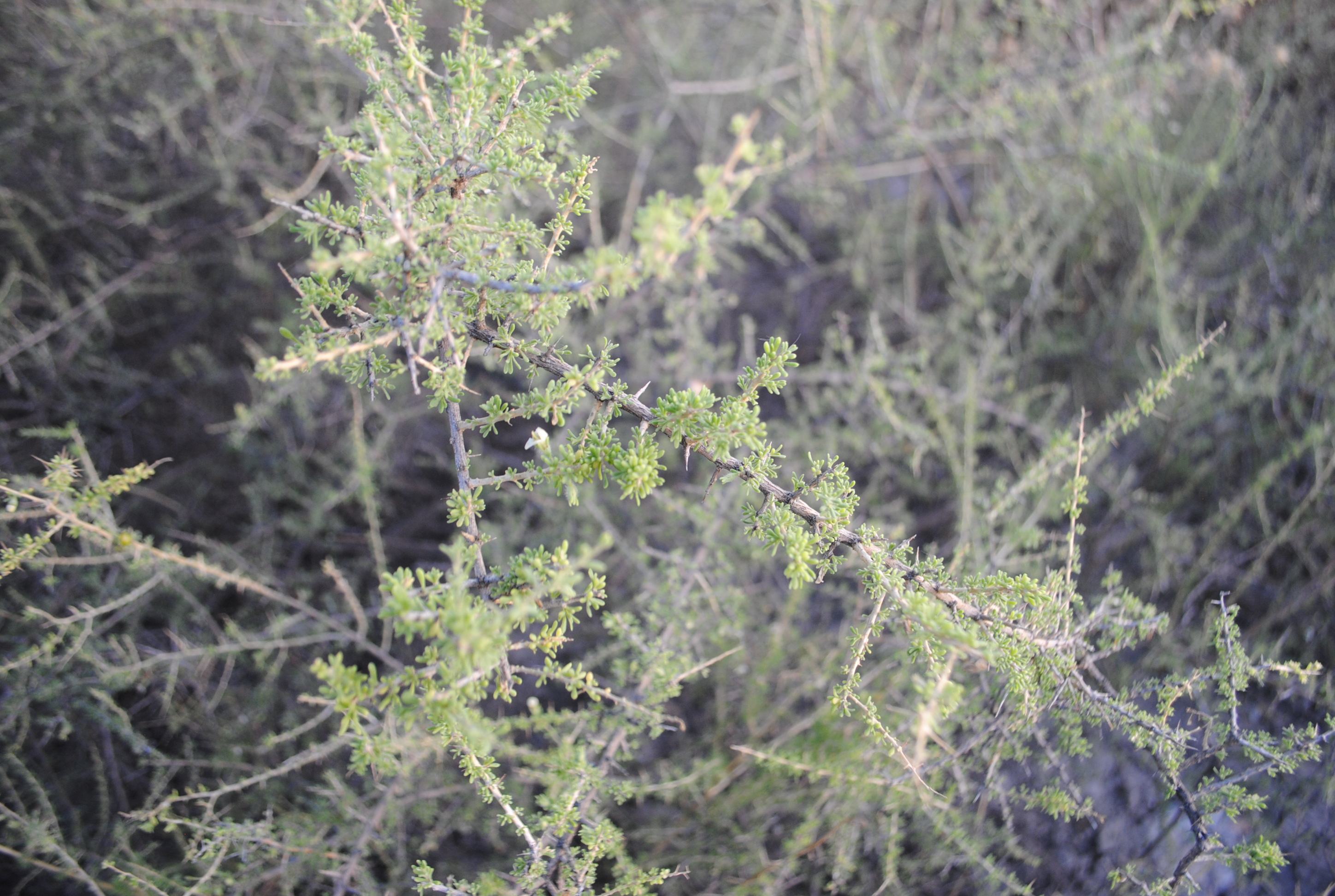
Lycium chilense

## Faune
De 1988 à 1995 les scientifiques universitaires réalisèrent de nombreuses observations en ces lieux. Ils identifièrent 155 espèces d'oiseaux qui fréquentaient les lieux (source: H. Soza-Multequina, Tome 4, 1995), dont 125 espèces migratoires qui y viennent surtout au printemps et en été. En 2010, les inventaires faisaient état de 164 espèces d'oiseaux, 2 espèces d'amphibiens, 5 de poissons, 8 de reptiles et 25 de mammifères. À quoi il fallait ajouter quelque 135 espèces végétales.

### Oiseaux
La zone est une région intermédiaire entre celle de la Puna, celle de la Pampa et celle de Patagonie. On y trouve dès lors des espèces de ces trois régions. La région est géographiquement toute proche de la Patagonie du nord et sa faune y est étroitement associée.
Avec 55 000 individus certains étés, la lagune héberge une des plus importantes populations de flamants du Chili au monde. Cette espèce est emblématique du site.
On peut admirer des flamants (du Chili et de James), des canards, des poules d'eau (ou gallaretas), des foulques (ou taguas), des grèbes (Podiceps gallardoi notamment), des hérons bruns et blancs (ou garzas), des pluviers (ou chorlos), et trois variétés de cygne : le cygne à cou blanc, le coscoroba (11 500 individus certaines années) et le cygne à cou noir (jusque 30 000 individus).
Certaines espèces sont particulièrement importantes à conserver, car elles sont rares ou menacées. Parmi elles le flamant de James et la mouette de Franklin (Leucophaeus pipixcan appelée localement gaviota chica).

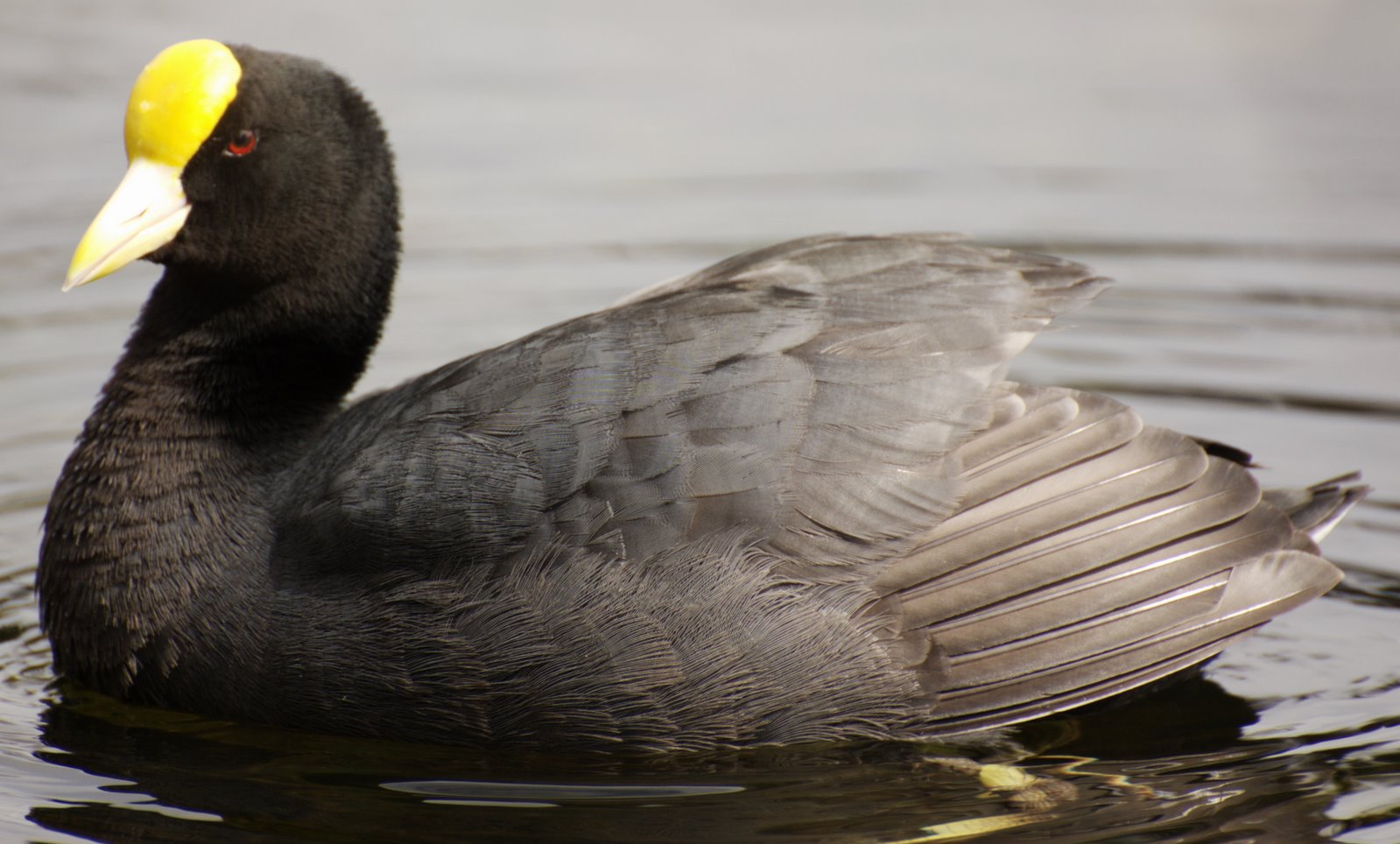
Foulque leucoptère
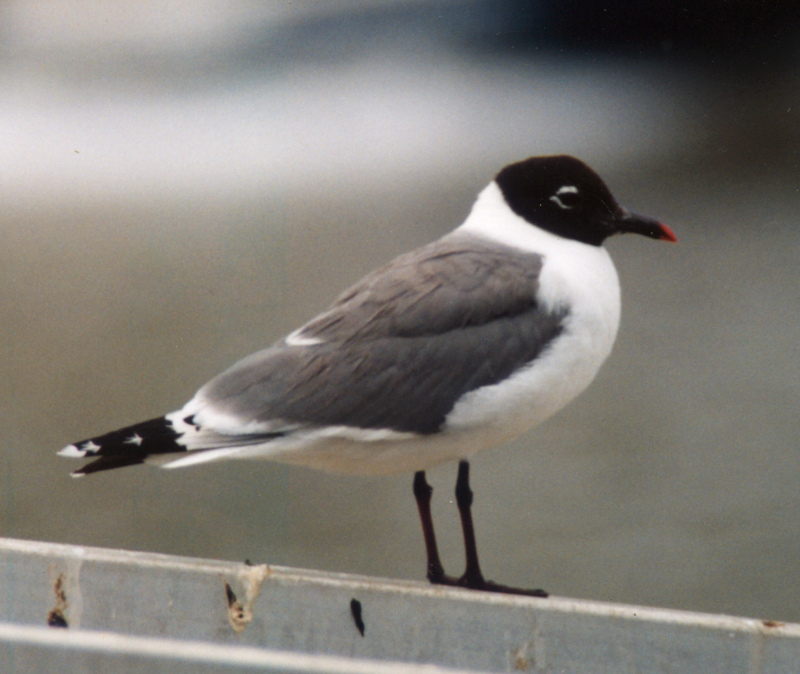
Mouette de Franklin ou  Leucophaeus pipixcan
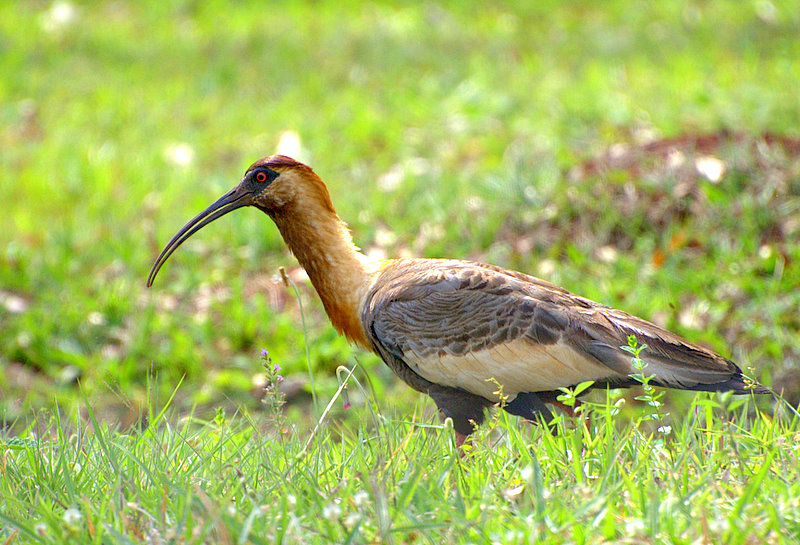
Ibis mandore (Theristicus caudatus)

On trouve dans la zone des oiseaux terrestres comme le tinamou élégant (Eudromia elegans) et le cacholote brun (Pseudoseisura lophotes).
Certaines espèces d'oiseaux proviennent de la faune andine. En hiver, le condor (Vultur gryphus) y apparait sporadiquement. Certaines espèces migrent depuis les Andes pour passer l'hiver, comme le cauquén (Chloephaga picta), qui dès le printemps repart pour la cordillère où on le retrouve le long des cours d'eau, ainsi que l'Attagis gayi.
D'autres espèces sont sédentaire et ne quittent pas la région, comme la géositte mineuse (Geositta cunicularia) ,.

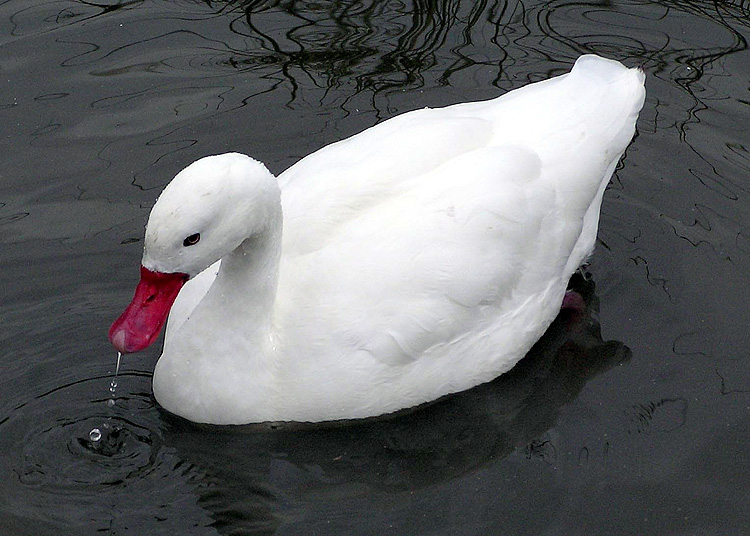
Le coscoroba blanc ou Coscoroba coscoroba est une espèce intermédiaire entre les cygnes et les oies. C'est un oiseau de grande taille (jusque 115 cm) au plumage entièrement blanc. Le bec est rouge vif.
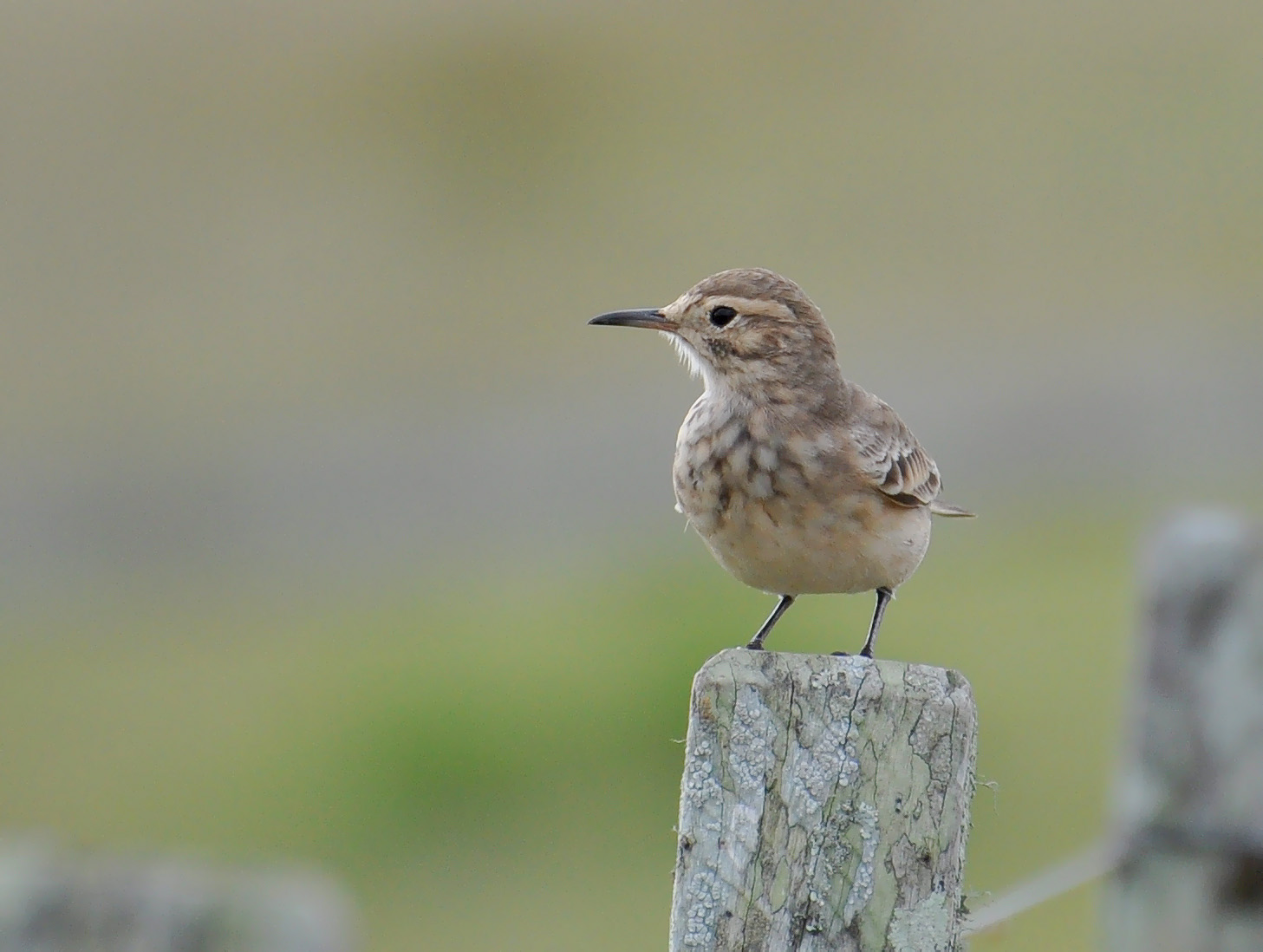
La géositte mineuse ou Geositta cunicularia doit son nom au fait que, pour protéger sa ponte, elle creuse dans une dune ou un talus, une galerie pouvant atteindre 3 mètres de long.
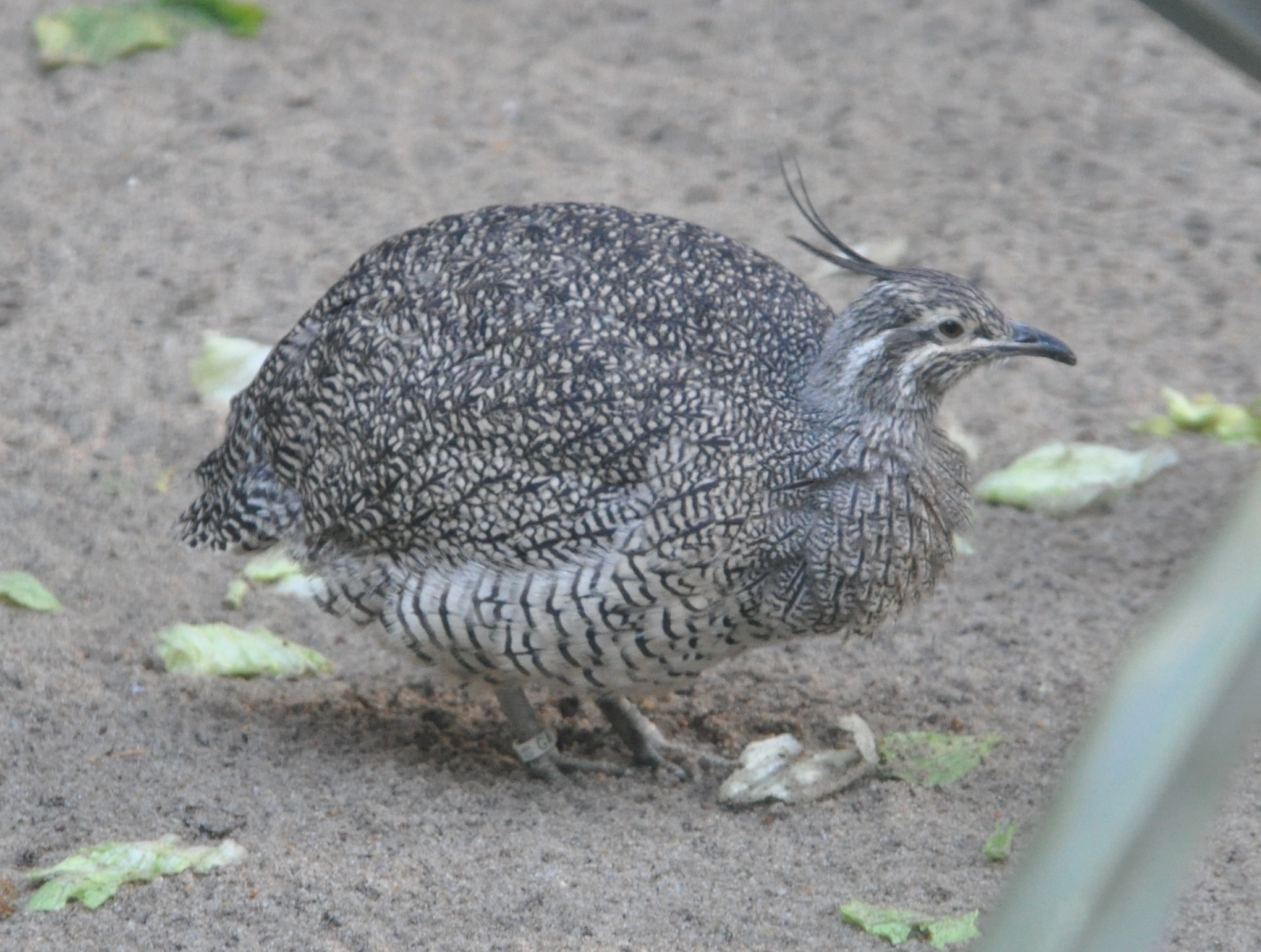
Tinamou élégant ou Eudromia elegans. Avant l'accouplement, les mâles effectuent des danses durant parfois 4 heures. Les combats entre mâles pour une femelle peuvent être très violents.

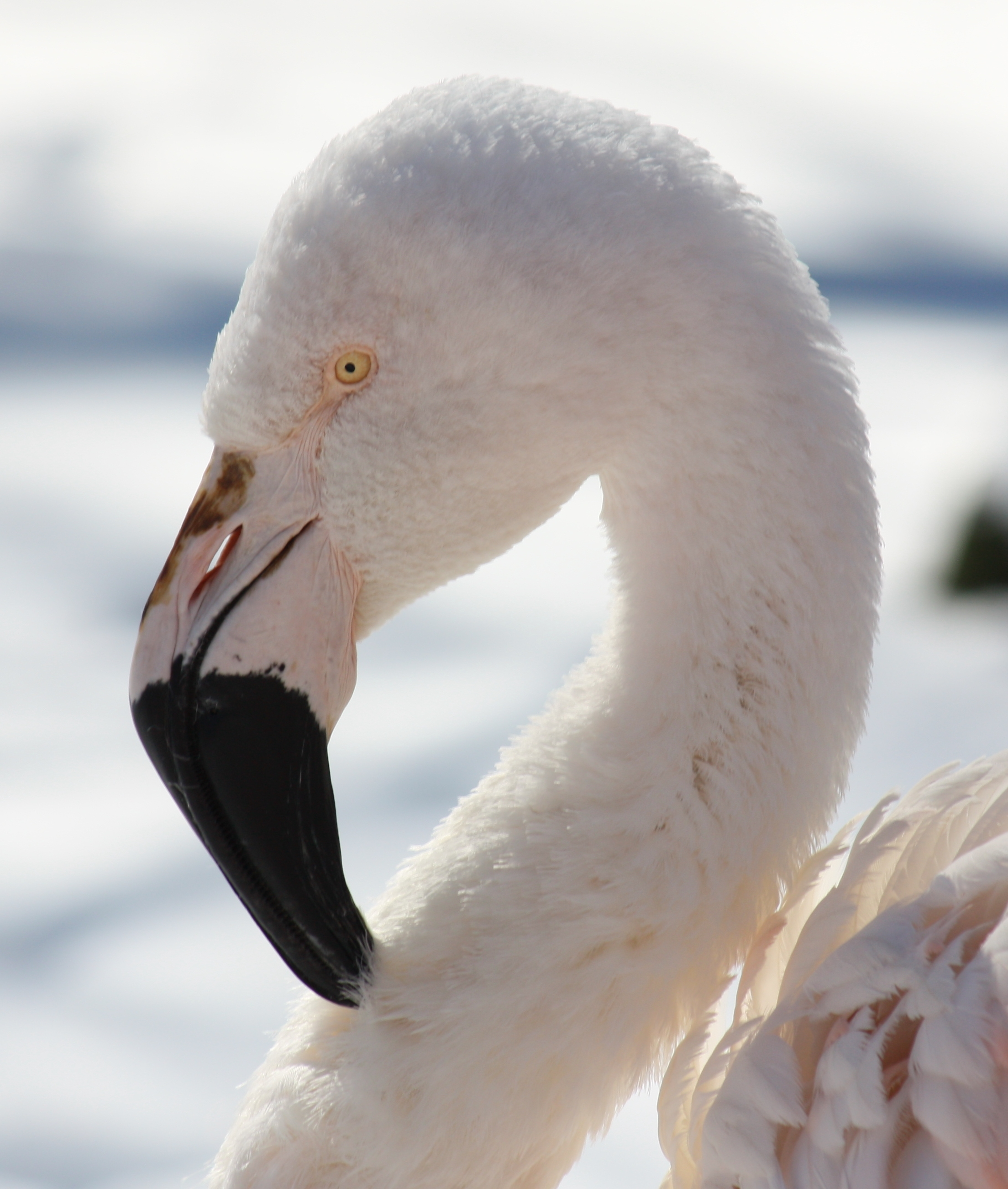
Tête de Flamant du Chili ou Phoenicopterus chilensis
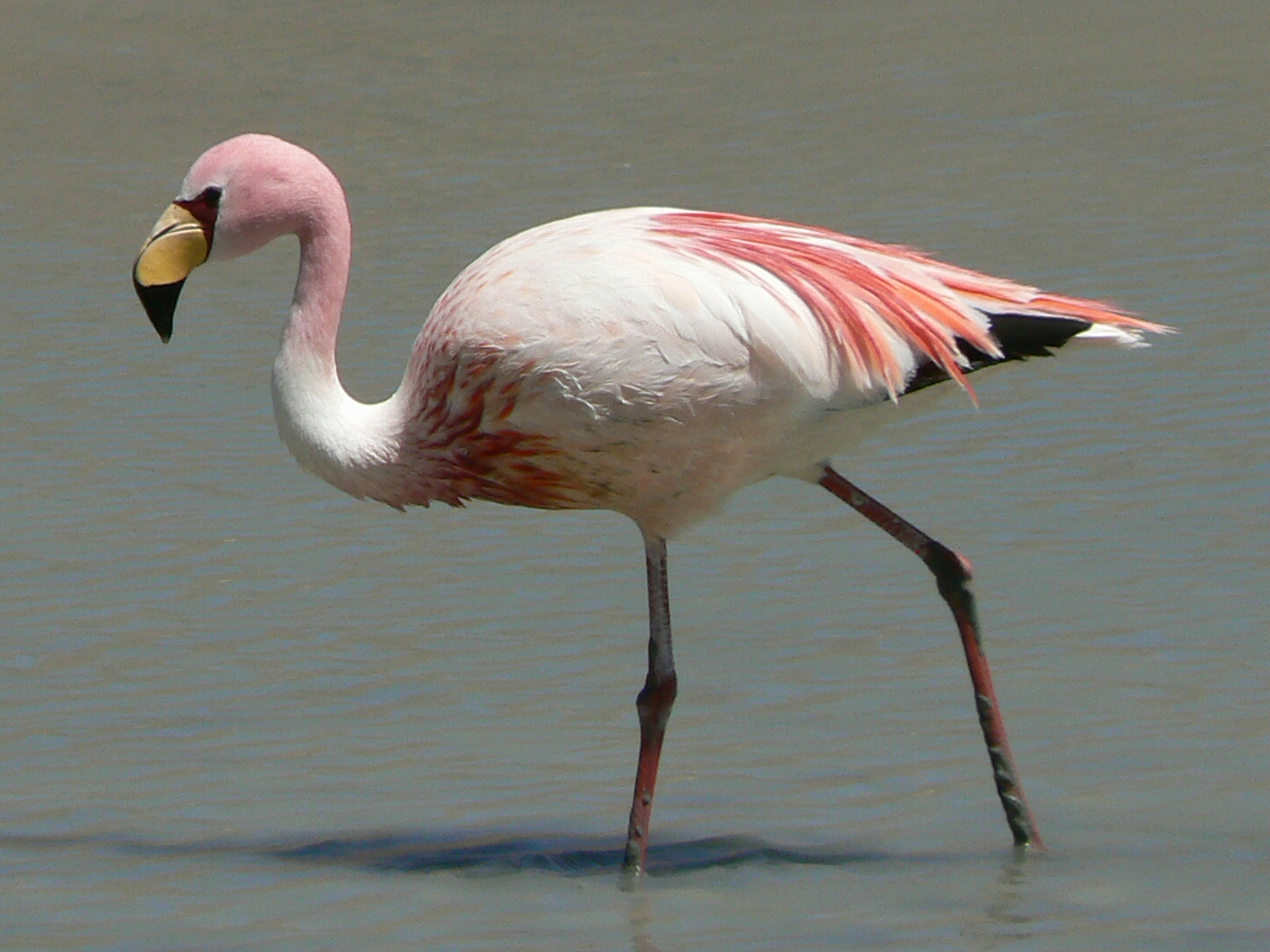
Flamant de James
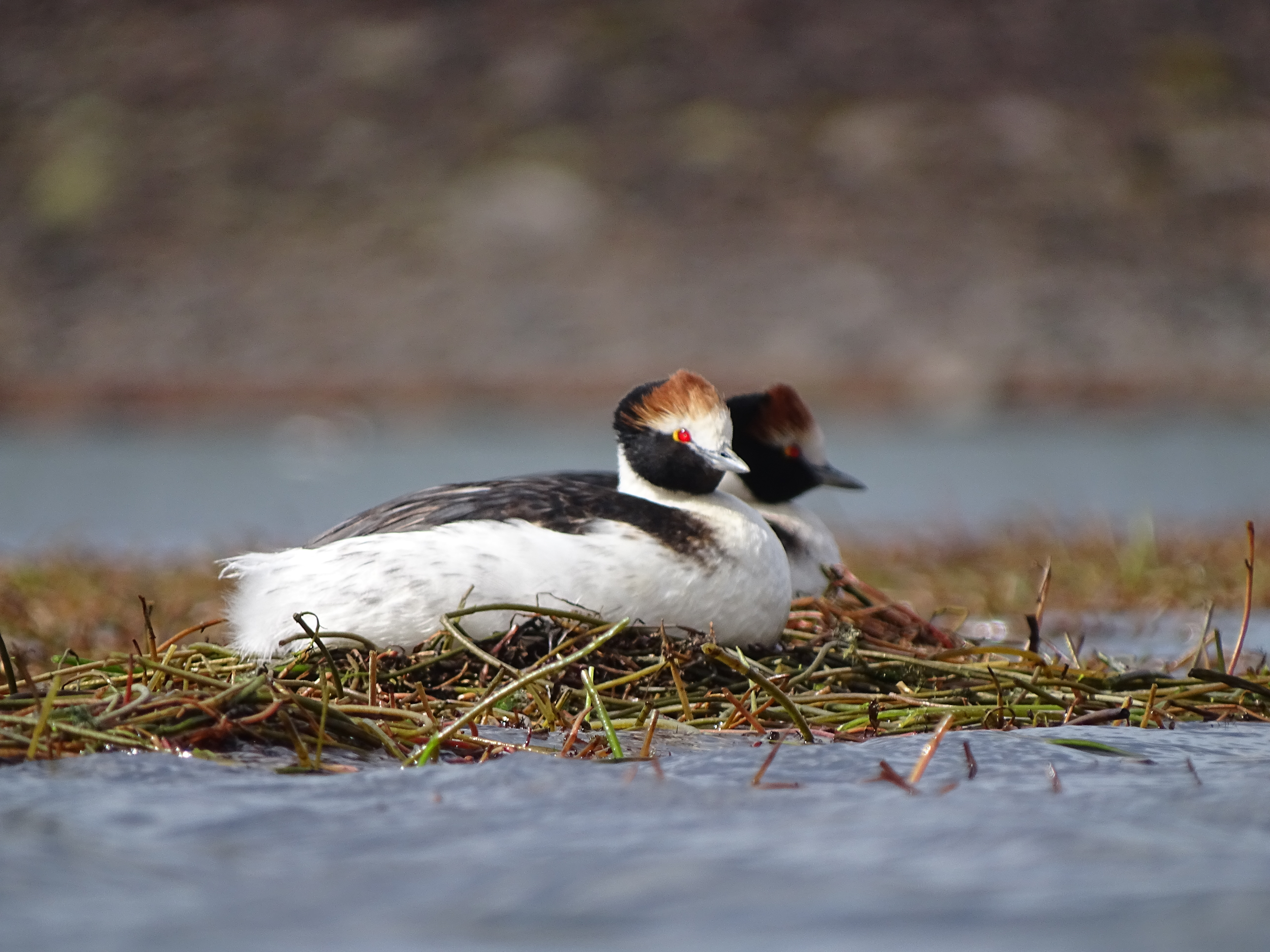
Le grèbe mitré ou Podiceps gallardoi ne fut découvert qu'en 1974 en Argentine

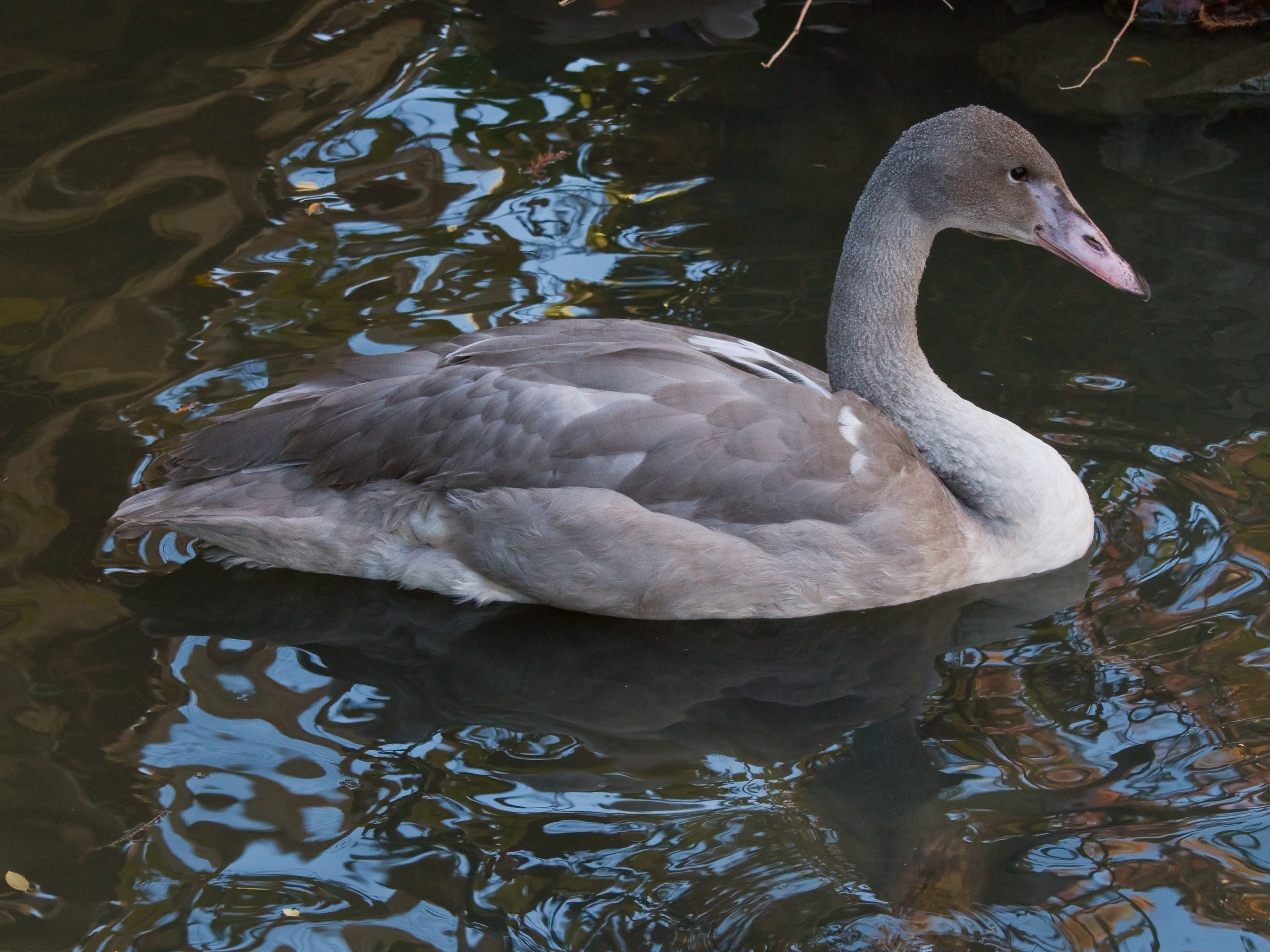
Un jeune cygne à cou blanc
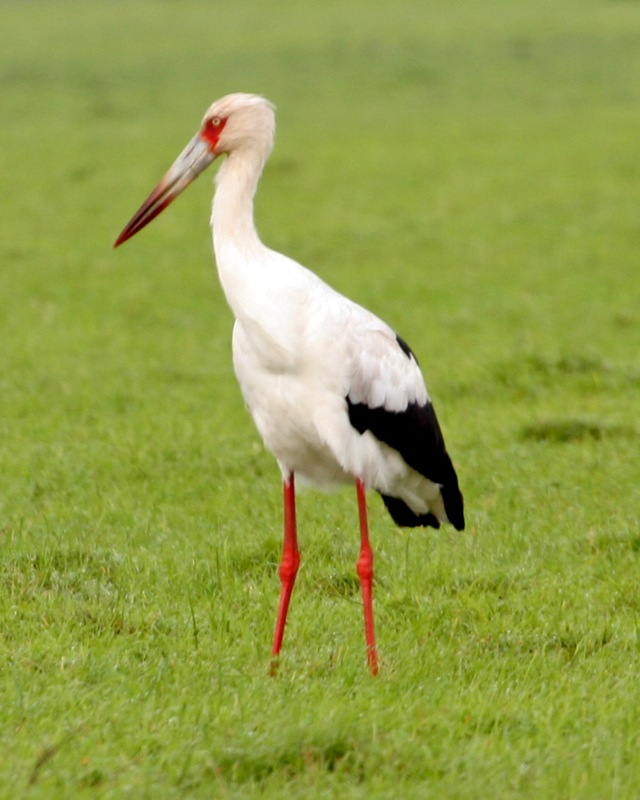
Cigogne maguari ou Ciconia maguari
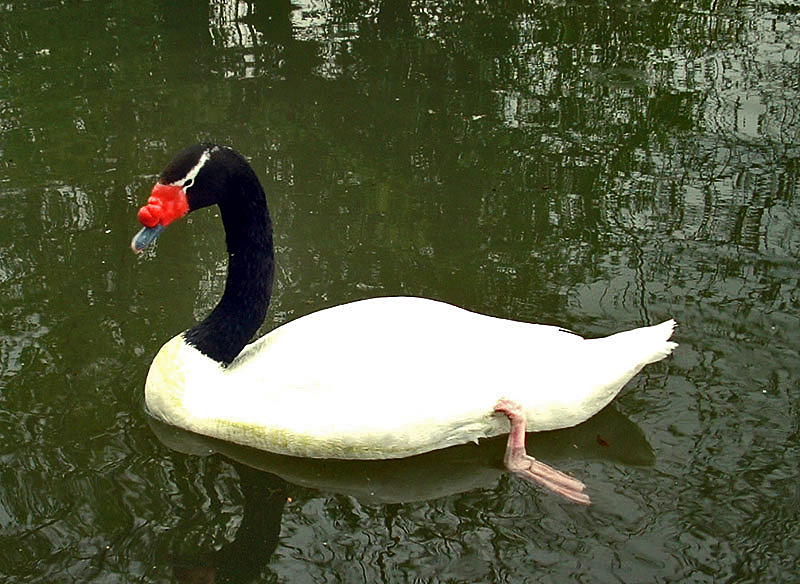
Cygne à cou noir

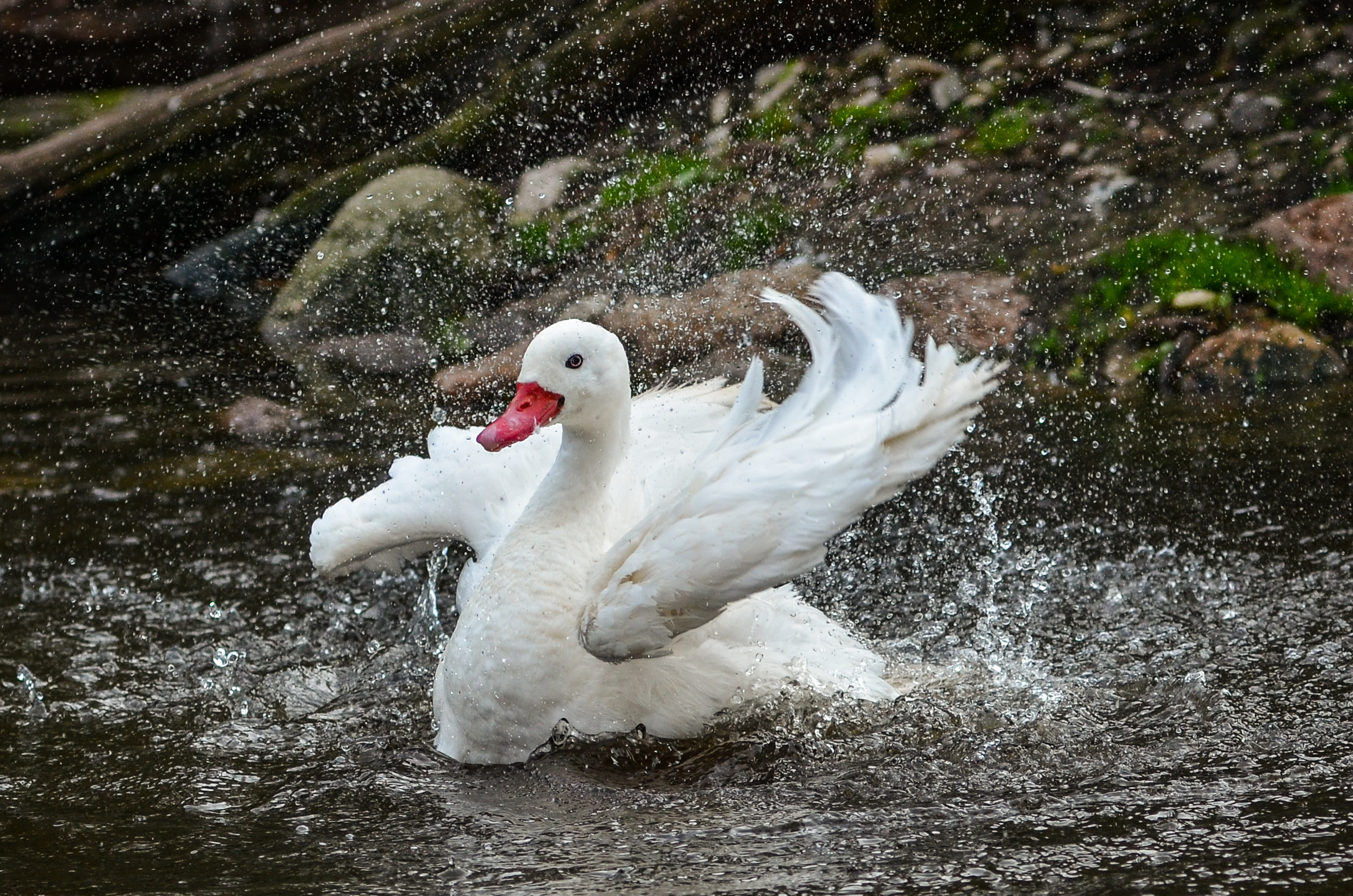
Cygne coscoroba
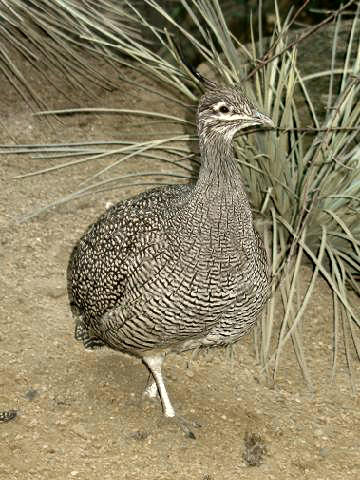
Tinamou élégant ou Eudromia elegans
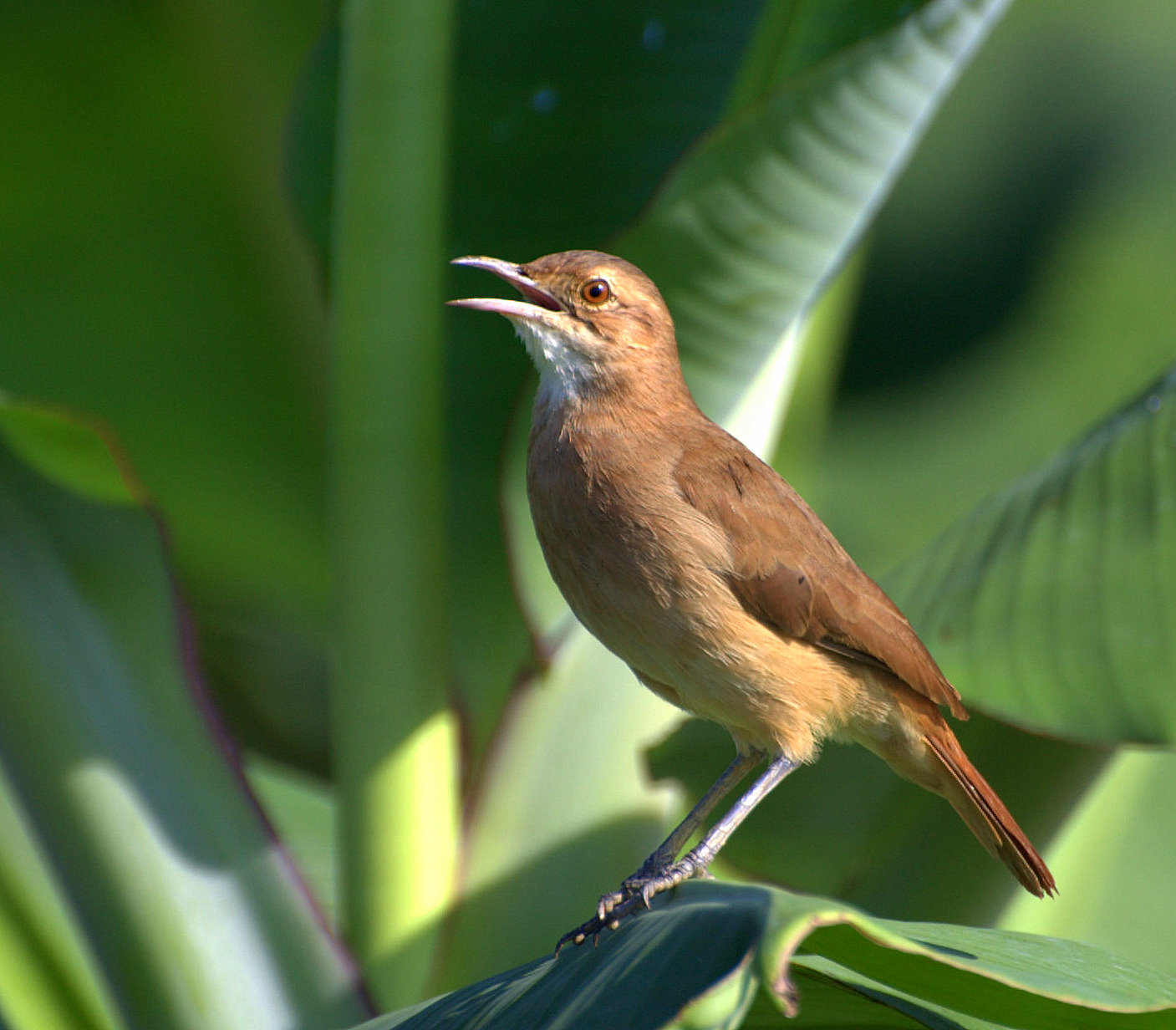
Le fournier roux ou Furnarius rufus est commun autour de la lagune. Il est devenu l'emblème national argentin.

### Mammifères
Également en péril d'extinction: un petit rongeur vivant dans les arbustes salés des rives, la rata del salar ou rat-viscache roux d'Argentine (Tympanoctomys barrerae).
On y trouve aussi le renard culpeo, ainsi que la hurón ou belette de Patagonie et le grison mineur, ces deux derniers de la famille des mustélidés.
Citons aussi : le guanaco (Lama guanicoe) et des rongeurs comme le chinchillón (lagidium viscacia) ou viscache des montagnes, le tuco-tuco ou Ctenomys mendocinus, le mara ou lièvre de Patagonie ou lièvre des pampas et le cobaye nain de Patagonie (cui chico ou Microcavia australis).
On y trouve également le cui, le mara ou lièvre de Patagonie, la viscache des plaines, le ragondin ou Myocastor coypus ou coipo, le hurón mineur, le chiñe ou zorrino ou mouffette, le pitchi, le grand tatou velu ou peludo, le renard gris, le renard de Magellan, 
Enfin dans les zones sèches de la réserve on peut observer le puma et le 
chat de geoffroy, 

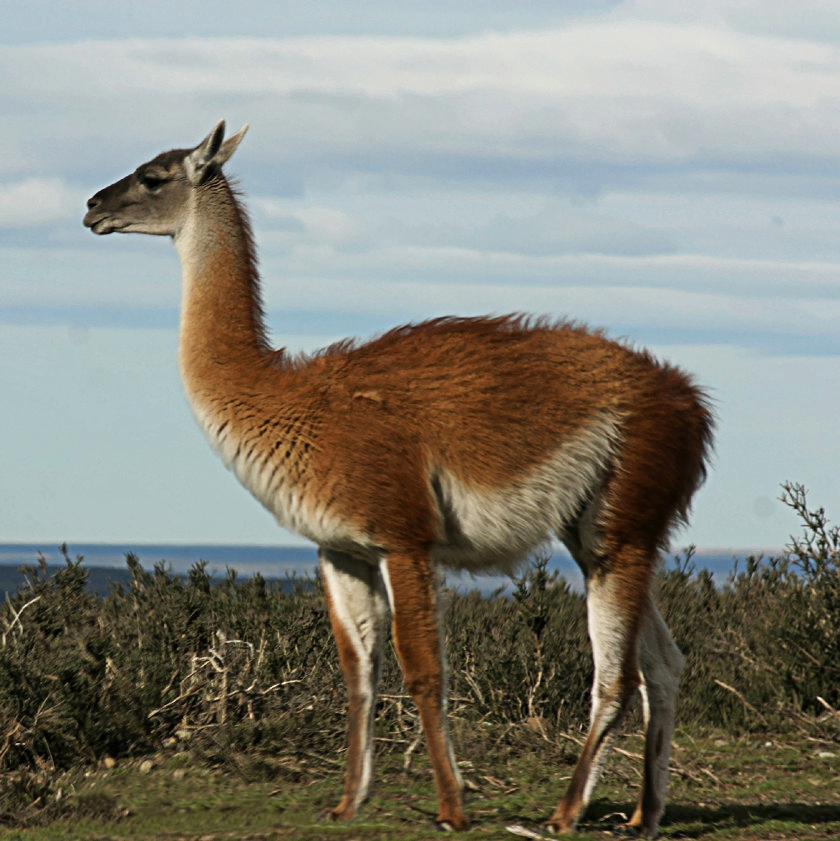
Guanaco (Lama guanicoe)
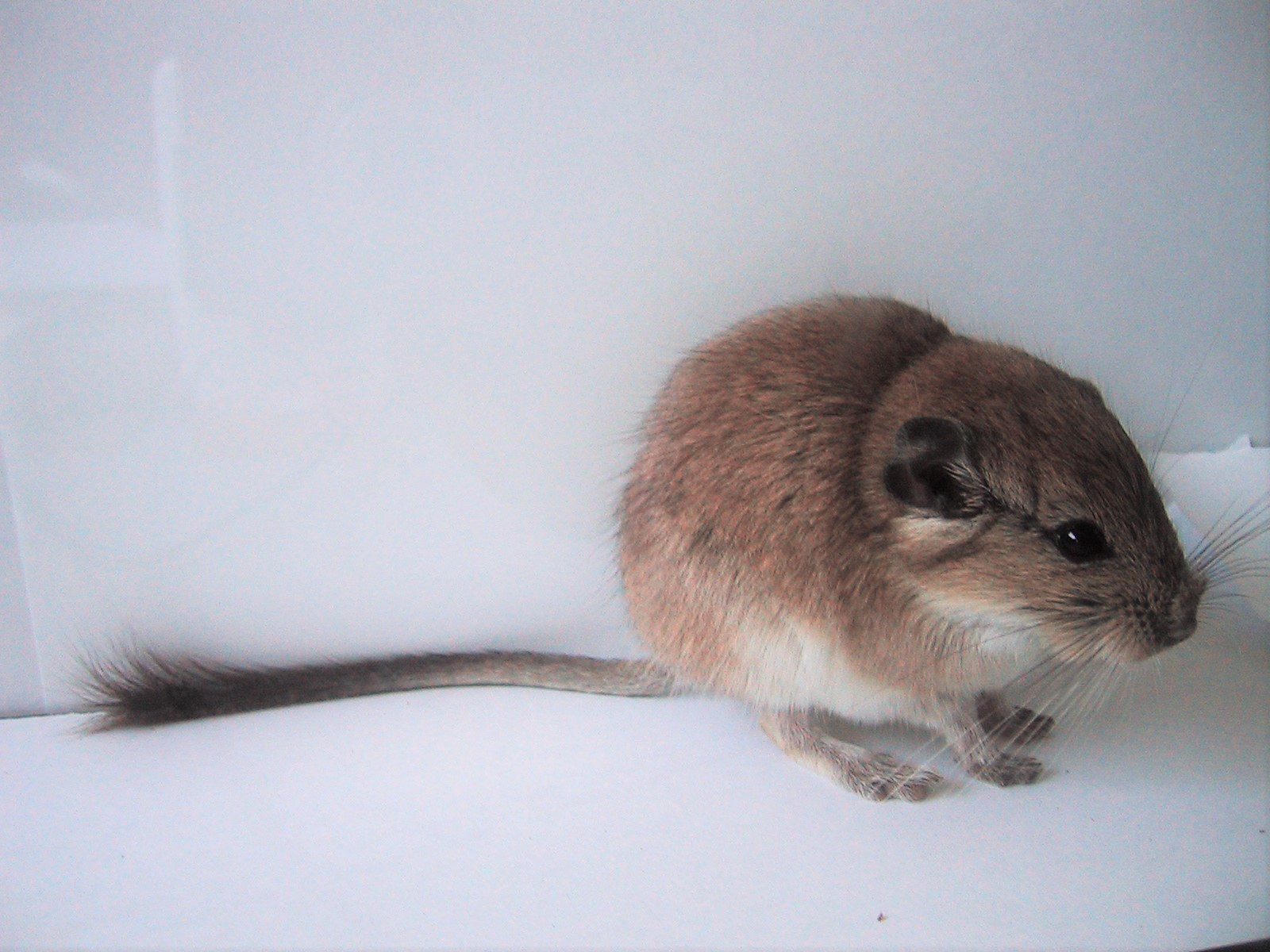
Jeune Rat-viscache roux Tympanoctomys barrerae
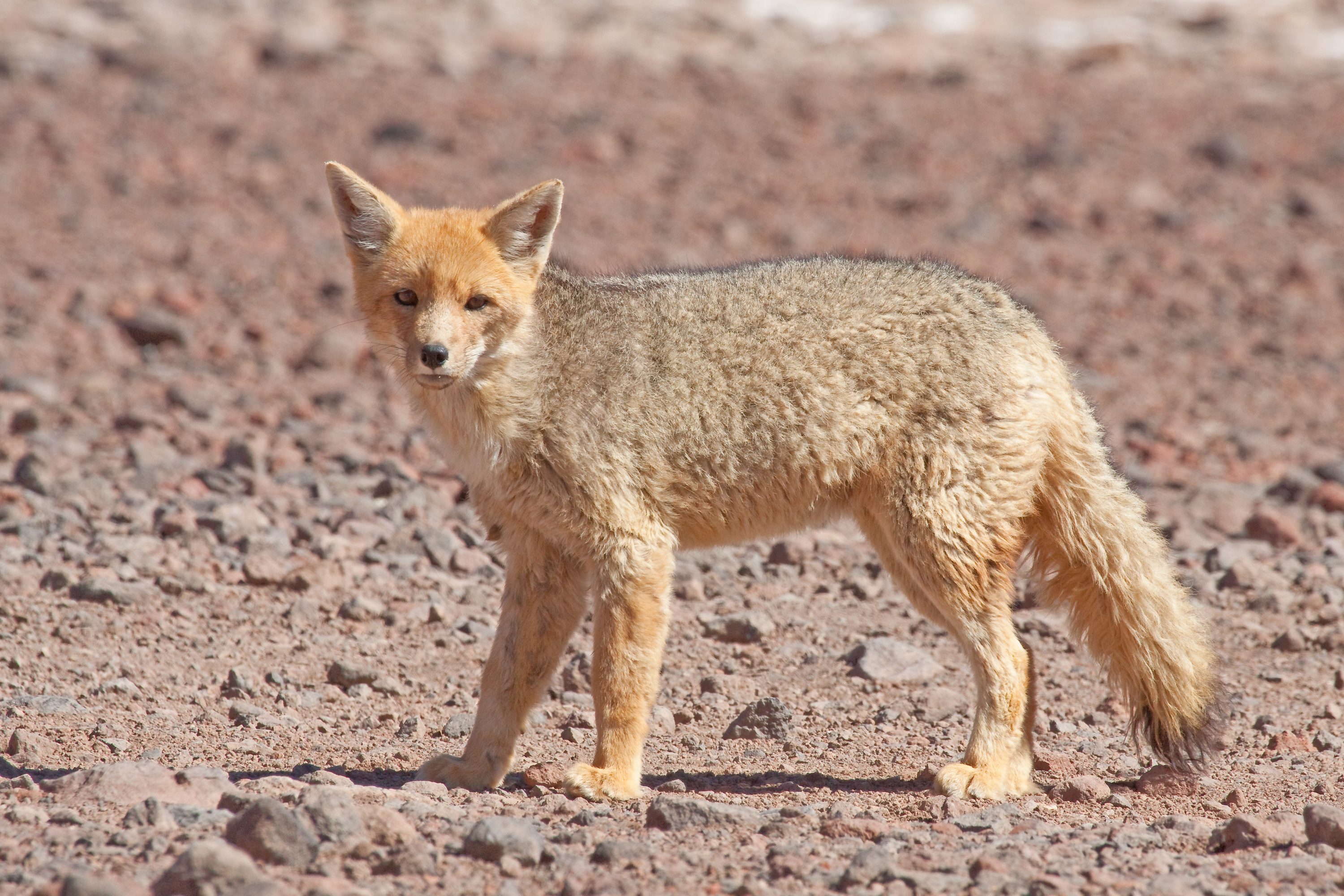
Un Renard de Magellan ou Lycalopex culpaeus

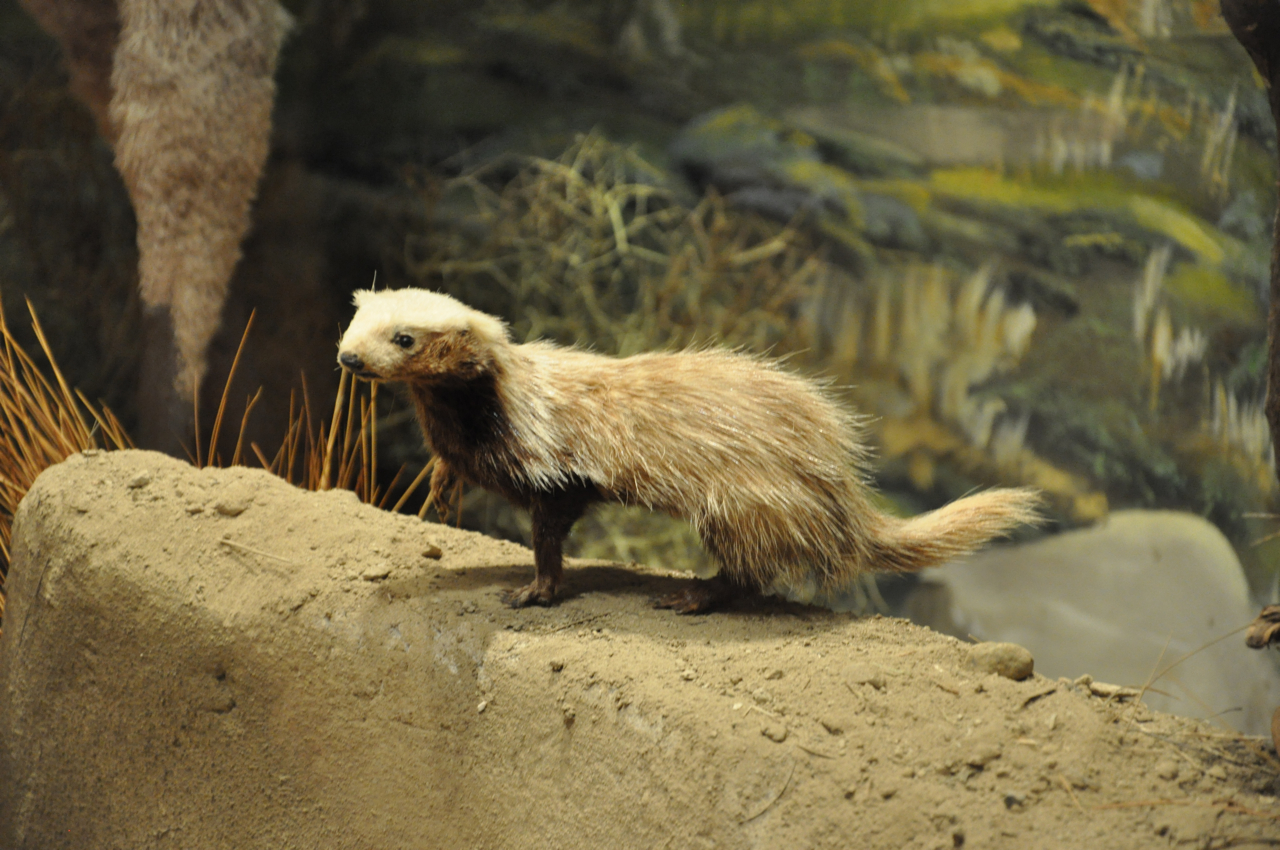
Lyncodon patagonicus ou belette de Patagonie
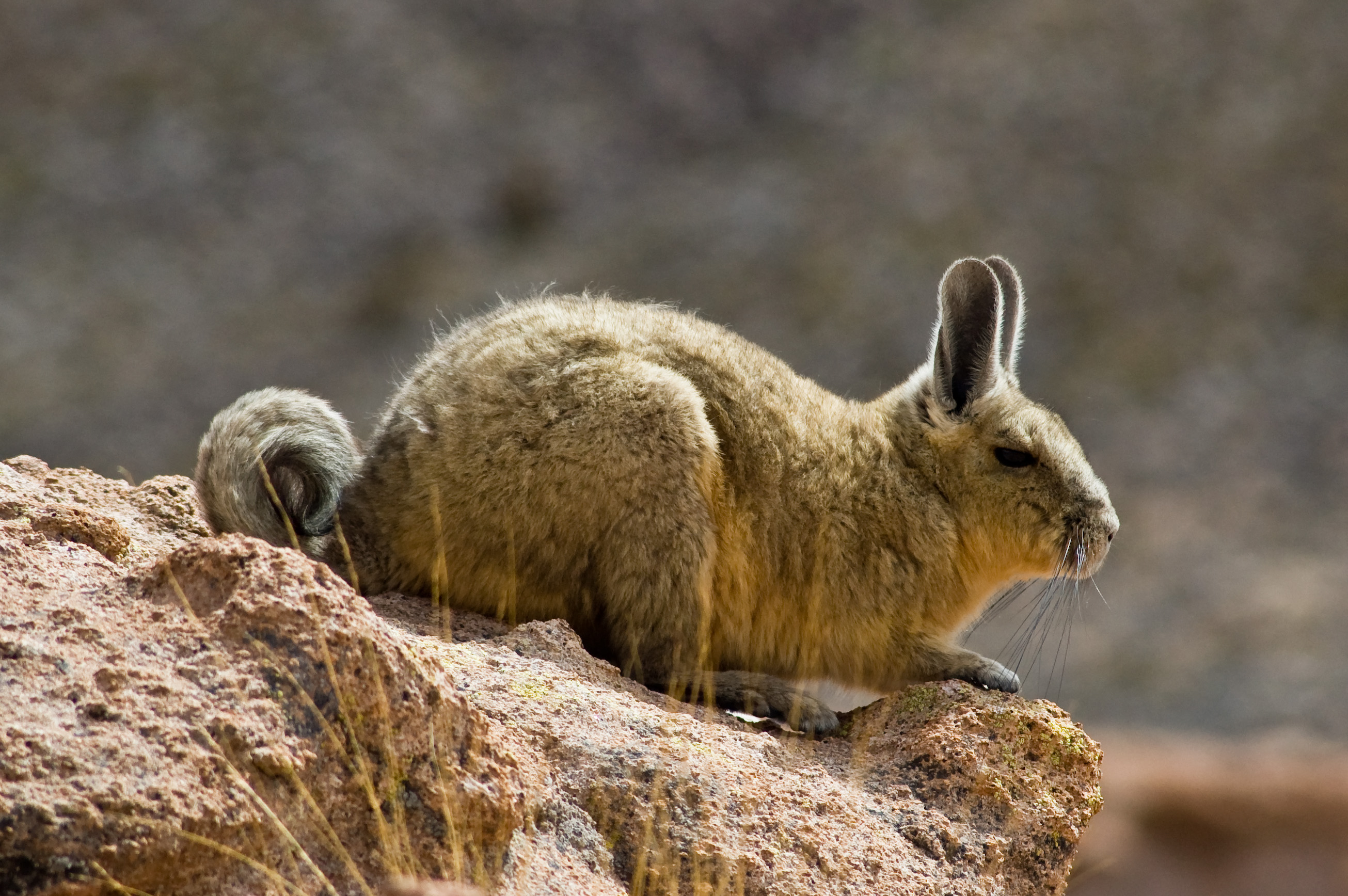
Lagidium viscacia ou viscache des montagnes
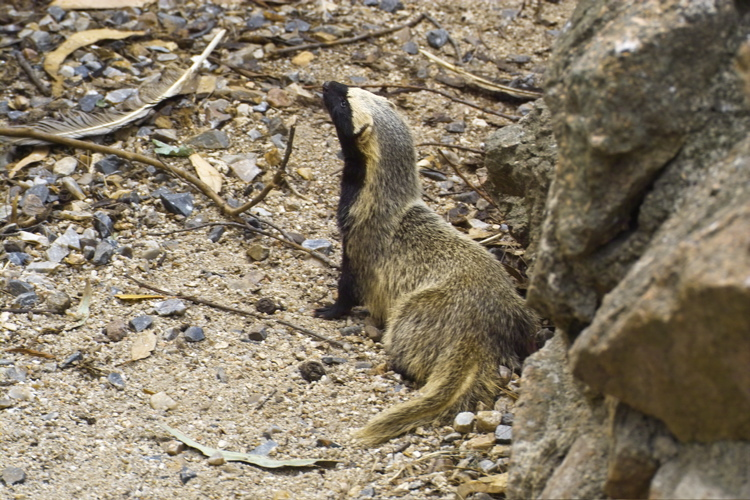
Galictis cuja ou grison

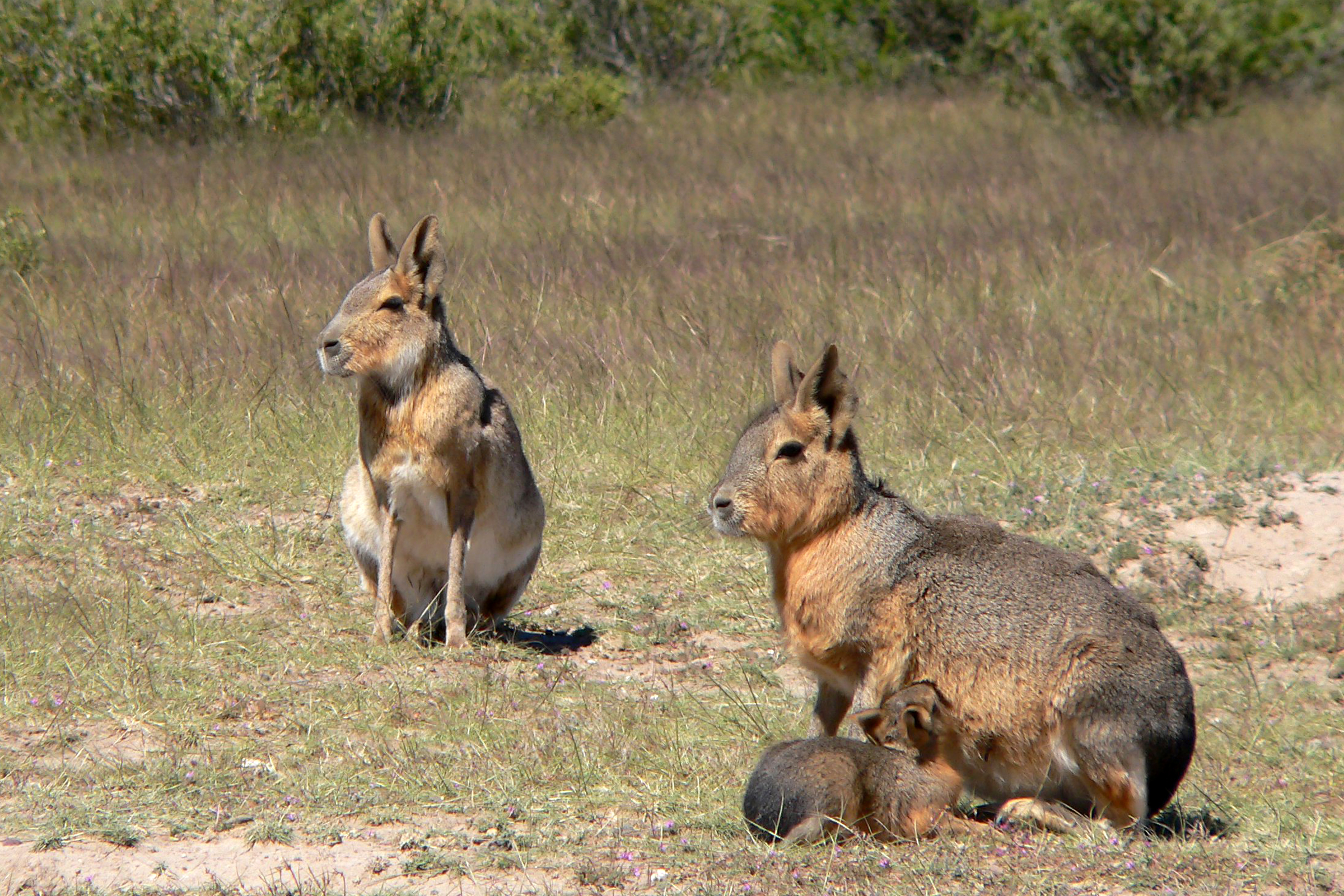
Famille de maras encore appelés lièvres de Patagonie ou lièvres des pampas (Dolichotis patagonum)
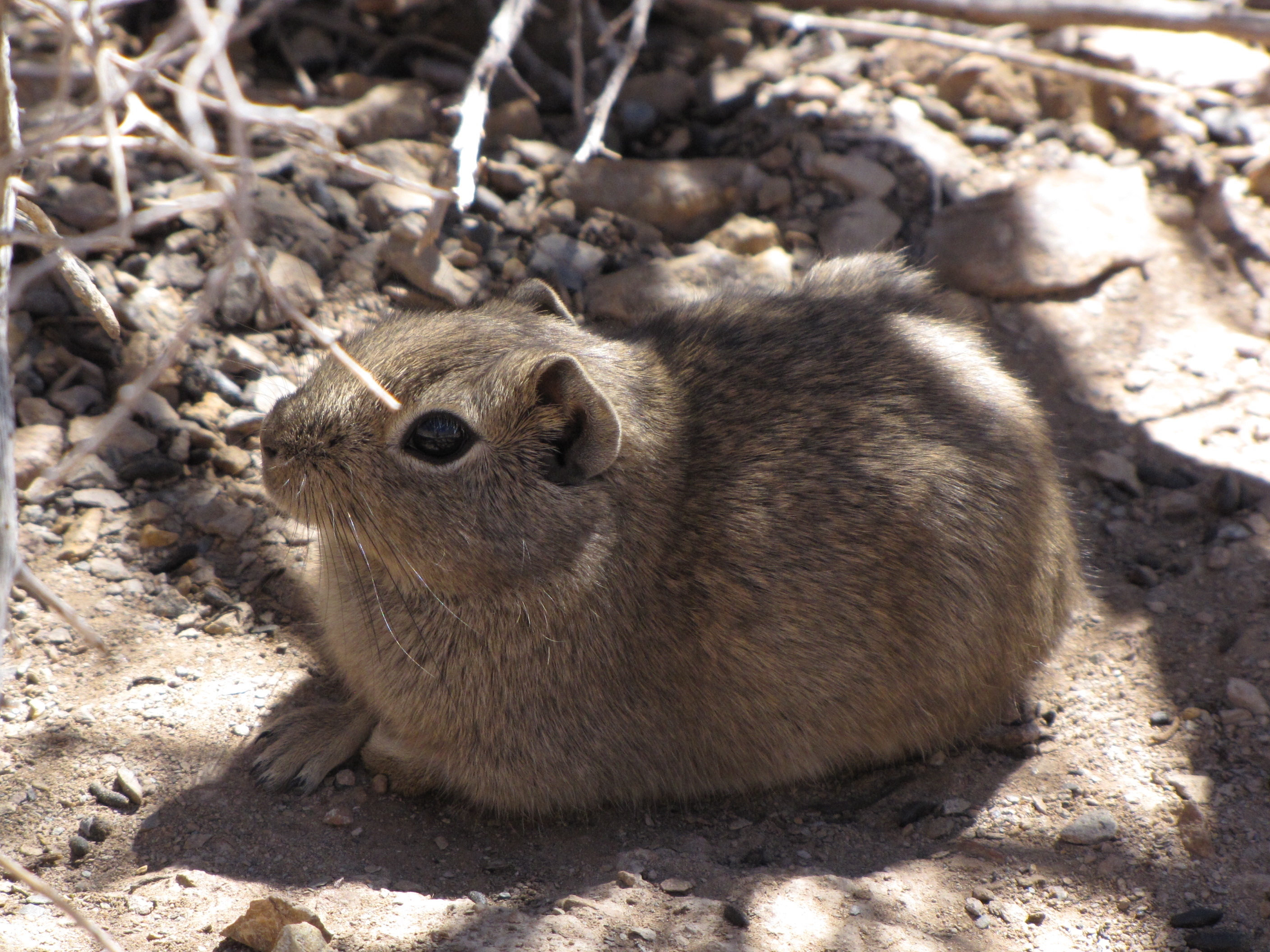
Cobaye nain austral ou Microcavia australis